# Литицка епархия
Литицката епархия (на гръцки: Ιερά Μητρόπολη Λιτίτσης) e бивша епархия на Вселенската патриаршия. Диоцезът е със седалище в тракийския град Ортакьой, днес Ивайловград, България.

## История
Епархията носи името на средновековната крепост Лютица над Ивайловград. Като епископия се споменава за първи път по време на управлението на император Лъв VI Философ (886 – 912) като Льотицка епископия (Επισκοπή Λιοτίτζης). Упомената е и около 940 година.
Лютица е унищожена от кърджалии в 1790 година и седалището е преместено в Ортакьой.
В 1821 година при избухването на Гръцката революция епископ Софроний Литицки, който е член на Филики Етерия, сформира революционна чета от жители на Мандрица и Ортакьой, която прекосява българските земи и се присъединява към войските на Александър Ипсиланти и участват в революцията на Молдова. След провала на революцията оцелелите стигат до Епир, а оттам до Румелия.
През септември 1855 година Литицката архиепископия е повишена в митрополия.
Според статистическата таблица от 1907 година на Вселенската патриаршия в 25 учебни заведения на Литицката митрополия са преподавали 30 учители. След Букурещкия договор от 1913 година Ортакьой остава на българска територия и епархията е драматично намалена. Последният митрополит е Никодим, който служи като архийерей от 1907 година до смъртта си в 1930 година.

## Митрополити
| Име        | Име          | Управление                                               | Забележка                                       | Години            |
| ---------- | ------------ | -------------------------------------------------------- | ----------------------------------------------- | ----------------- |
| Анонимен   | Ανώνυμος     | като Литидзки (Λιτίτζης) в 1342, 1350 и 1351             |                                                 |                   |
| Теодосий   | Θεοδόσιος    | 1652 — 1681                                              |                                                 |                   |
| Паладий    | Παλλάδιος    | 1688 — 1689                                              |                                                 |                   |
| Анонимен   | Ανώνυμος     | в 1712 в синодално решение на Кирил IV Константинополски |                                                 |                   |
| Методий    | Μεθόδιος     | 1721 — 1731                                              |                                                 |                   |
| Антим      | Άνθιμος      | 1737 — 8 април 1759                                      | подал оставка                                   | ? - около 1795    |
| Атанасий   | Αθανάσιος    | 1759 — 1788                                              |                                                 |                   |
| Игнатий    | Ιγνάτιος     | април 1788 – октомври 1795                               |                                                 | 1741 - около 1812 |
| Григорий   | Γρηγόριος    | юли 1796 — 1811 †                                        |                                                 | ? - 1811          |
| Софроний   | Σωφρόνιος    | февруари 1811 — 14 януари 1827 †                         |                                                 | ? - 1827          |
| Йоаникий   | Ιωαννίκιος   | декември 1827 – 10 януари 1853                           | в имброски м.                                   | 1790 – 1870       |
| Григорий   | Γρηγόριος    | 10 януари 1853 – 1855 †                                  | от макариополски е.                             | ? – 1855          |
| Йосиф      | Ιωσήφ        | 27 юли 1855 – 4 март 1861                                | подал оставка                                   | ? – 1871          |
| Игнатий    | Ιγνάτιος     | 11 март 1861 – 14 януари 1892                            | в мраморноостровен м.                           | ? – 1893          |
| Константин | Κωνσταντίνος | 11 януари 1892 – 3 май 1894                              | от дафнуски е., в мелнишки м.                   | 1850 – 1923       |
| Василий    | Βασίλειος    | 3 май 1894 – 27 септември 1897                           | от дафнуски е., в парамитийски и филятески м.   | 1858 – 1936       |
| Никифор    | Νικηφόρος    | 27 септември 1897 – 8 февруари 1907                      | от неврокопски м., в чорленски и серентийски м. | 1854 – 1931       |
| Никодим    | Νικόδημος    | 25 февруари 1907 – 1 юни 1930 †                          |                                                 | ? – 1930          |